# Шабаки

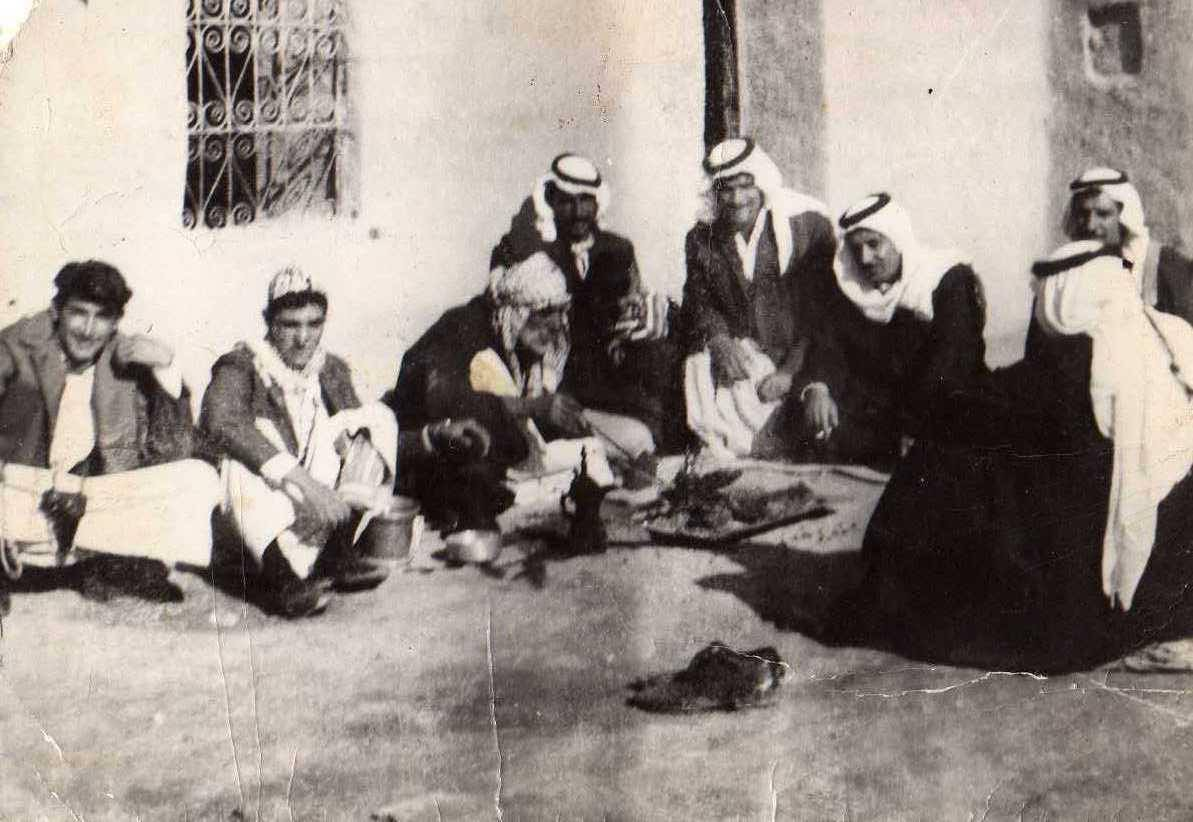
Шабаки, Ирак (Южный Курдистан)

Шаба́ки (курд. شەبەک, латинизация: Şebek, араб. الشبك‎) — этноконфессиональная группа курдов, представители племени горани, которые проживают к востоку от города Мосул (Ирак).

## Язык
Родной язык большинства шабаков — шабаки, являющийся разновидностью горани и принадлежит к курдской северо-западной иранской группе заза-горани в составе индоевропейской языковой семьи.

## Религия
Религия шабаков — шабакизм, которая имеет много параллелей с езидизмом и алевизмом, которые вместе условно группируются в язданизм.